# Agaricus deserticola
Espèce
Agaricus deserticola, communément appelé Agaric gastéroïde, est une espèce de champignons de la famille des Agaricaceae.

## Habitat et description
Agaricus deserticola pousse uniquement dans le Sud-Ouest et l'Ouest de l'Amérique du Nord. Il est adapté à la croissance sous des climats arides ou semi-arides. Son sporophore est sécotioïde, c'est-à-dire que les spores ne sont pas expulsées, et le chapeau ne se déploie pas totalement. Contrairement à d'autres espèces d'Agaricus, Agaricus deserticola ne développe pas de lames : son hyménium, la partie produisant les spores, est plutôt un système complexe et maillé de tissu appelé glèbe. Quand le voile partiel se déchire, s'éloigne du pied, ou quand le chapeau se sépare, la glèbe brun-noire est révélée est les spores se dispersent.
Le sporophore peut atteindre une hauteur de 18 cm avec un chapeau de 7,5 cm de large. Le pied est dur et a une largeur de 1 à 2 centimètres, plus épais à la base. Les sporophores poussent seuls ou dispersés sur le sol de champs, prés, ou écosystèmes arides. A. deserticola peut être confondu avec Podaxis pistillaris et Montagnea arenaria. Sa comestibilité n'est pas connue avec certitude.
Précédemment nommé Longula texensis (parmi d'autres synonymes), le champignon a été transféré dans le genre des Agaricus en 2004, après qu'une analyse moleculaire a montré qu'il était apparenté à ce genre. En 2010, son nom botanique a été changé en deserticola, quand on a découvert que le nom Agaricus texensis avait déjà été publié pour une espèce différente.